# Sören Wibe
Sören Wibe, né le 8 octobre 1946 à Östersund et mort le 29 décembre 2010, est un économiste suédois, député européen affilié au Parti social-démocrate suédois des travailleurs de 1995 à 1999 et professeur à la chaire d'économie forestière à l'université suédoise des sciences agricoles (SLU).

## Biographie
De 1995 à 1999, Sören Wibe est député européen affilié au parti social-démocrate suédois des travailleurs. En 2003, il vote contre lors du référendum suédois de 2003 concernant l'adoption de l'euro,.
En août 2003, alors président du parti social-démocrate, il critique vivement l'alliance médiatique entre le CEO de Ericsson Carl-Henric Svanberg et la ministre des affaires étrangères Anna Lindh qui vise à promouvoir les bienfaits de l'adoption de l'euro. En 2005, il propose la création d'une nouvelle agence gouvernementale chargée de réguler la circulation des engins motorisés dans les zones enneigées.
En 2008, il quitte le parti social-démocrate des travailleurs — auquel il reproche un manque de pouvoir critique envers l'Europe — pour rejoindre la Liste de juin. Il est président de la Liste de juin de 2008 à sa mort en décembre 2010,,.
En 2010, le Journal de l'économie forestière du Centre pour l'environnement et les ressources économiques d'Umeå (SLU) institue le prix biannuel Sören Wibe qui récompense les articles publiés dans les 2 années précédentes et porteurs d'idées novatrices dans le domaine de l'économie des forêts.